# Endostemon
Endostemon, biljni rod iz porodice usnača kojemu pripada 21 vrsta trajnica uglavnom iz tropske i južne Afrike, te sa Madagaskara, Arapskog poluotoka i Indije. Opisan je 1910. godine. Tipična vrsta je Endostemon obtusifolius (E. Mey.) N.E. Br..
Rod je smješten u podtribus  Ociminae, dio tribusa Ocimeae, potporodica Nepetoideae.

## Opis
Višegodišnje zeljasto bilje ili meki grmovi. Lišće nasuprotno. Cvatovi terminalni ili pazušni grozdovi. Cvjetovi u 2 – 6-cvjetnim pršljenovima; brakteje postojane. Čaška 5-zubasta, 2-usna, narasla; gornji zub najveći, jajast, uspravan; 4 donja zupca jednaka, vodoravna, lancetasto-trokutasta ili ušiljena. Vjenčić ± jednako 4-režnjevit; režnjevi ravni. Prašnika 4, uključenih u cjevčicu vjenčića. Oraščići polukružni ili duguljasti.

## Vrste
1. Endostemon albus A.J.Paton, Harley & M.M.Harley
2. Endostemon camporum (Gürke) M.R.Ashby
3. Endostemon ctenoneurus Harley
4. Endostemon glandulosus Harley & Sebsebe
5. Endostemon gracilis (Benth.) M.R.Ashby
6. Endostemon kelleri (Briq.) Ryding ex A.J.Paton & Harley
7. Endostemon leucosphaerus (Briq.) A.J.Paton, Harley & M.M.Harley
8. Endostemon membranaceus (Benth.) Ayob. ex A.J.Paton & Harley
9. Endostemon obbiadensis (Chiov.) M.R.Ashby
10. Endostemon obtusifolius (E.Mey.) N.E.Br.
11. Endostemon palustris A.J.Paton & Goyder
12. Endostemon racemosus Ryding, A.J.Paton & Thulin
13. Endostemon stenocaulis (Hedge) Ryding, A.J.Paton & Thulin
14. Endostemon tenuiflorus (Benth.) M.R.Ashby
15. Endostemon tereticaulis (Poir.) M.R.Ashby
16. Endostemon tomentosus Harley & Sebsebe
17. Endostemon tubulascens (Briq.) M.R.Ashby
18. Endostemon usambarensis M.R.Ashby
19. Endostemon villosus (Briq.) M.R.Ashby
20. Endostemon viscosus (Roth) M.R.Ashby
21. Endostemon wakefieldii (Baker) M.R.Ashby

## Sinonimi
- Pseudocimum Bremek.; Ann. Transvaal Mus. 15: 251 (1933)
- Puntia Hedge; Notes Roy. Bot. Gard. Edinburgh 41: 115 (1983)